# Raymond Floyd
Raymond Loran Floyd (Fort Bragg, 4 settembre 1942) è un golfista statunitense.
Passato al professionismo nel 1961, ottiene la sua ultima vittoria nel PGA Tour nel 1992, diventando uno dei giocatori più anziani a riuscire a vincere un torneo del circuito.
Si è imposto per quattro volte in uno dei quattro tornei major, vincendo per due volte, 1969 e 1982, il PGA Championship e una ciascuno The Masters e l'U.S. Open.
Ha fatto parte per otto volte della squadra statunitense di Ryder Cup tra il 1969 e il 1993, guidandola come capitano non giocatore nel 1989, anno in cui è stato introdotto nella World Golf Hall of Fame.
Complessivamente in carriera ha vinto 66 tornei.
Nel 2010 ha annunciato il suo ritiro dalle competizioni.